# Осборн, Джордж, 6-й герцог Лидс
Джордж Уильям Фредерик Осборн (англ. George William Frederick Osborne; 21 июля 1775, Лондон, Великобритания — 10 июля 1838, там же) — британский аристократ, де-юре 10-й барон Коньерс и 13-й барон Дарси из Кнайта с 1784 года, 6-й герцог Лидс, 6-й маркиз Кармартен и 6-й барон Осборн с 1799 года, кавалер ордена Подвязки.

## Биография
Джордж Осборн был старшим сыном Фрэнсиса Осборна, 5-го герцога Лидса, и его первой жены Эмили Дарси. Он родился в 1775 году, в 1784 году, после смерти матери, унаследовал титулы барона Коньерса и барона Дарси из Кнайта. В 1799 году, когда умер его отец, Джордж стал 6-м герцогом Лидсом. В 1799—1834 годах он занимал должность губернатора островов Силли, в 1802—1838 — лорда-лейтенанта Северного Йоркшира, в 1827—1830 — придворную должность конюшего. Заседал в личном совете короля Георга IV (1827), в 1837 году стал кавалером ордена Подвязки.
В 1797 году Осборн женился на Шарлотте Таунсенд, дочери Филда Таунсенда, 1-го маркиза Таунсенда, и Энн Монтгомери. В этом браке родились трое детей:
- Фрэнсис Годольфин Дарси-Осборн (1798—1859), 7-й герцог Лидс[3];
- Шарлотта Мэри Энн Джорджиана Осборн (1801—1836), жена Сэквилла Уолтера Лейн-Фокса[4];
- Коньерс Джордж Томас Уильям Осборн (1812—1831)[5].